# Spizocorys conirostris
Spizocorys conirostris е вид птица от семейство Чучулигови (Alaudidae).

## Разпространение
Видът е разпространен в Ботсвана, Замбия, Намибия и Южна Африка.